# اللؤلؤ والمرجان فيما اتفق عليه الشيخان
كتاب اللؤلؤ والمرجان فيما اتفق عليه الشيخان لمحمد فؤاد عبد الباقي وهو من كتب الحديث التي جمعت الأحاديث المتفق عليها في الصحيح، يبلغ حجم الكتاب 700 صفحة وكان قد طبع في ثلاثة أجزاء ثم جمعت في مجلد واحد.

## محتوى الكتاب
هذا كتاب من كتب الحديث الشريف جمع فيه المؤلف الأحاديث المتفق عليها في صحيحي البخاري ومسلم والتي بلغ مجموعها 2006 أحاديث (بعض المصادر تذكر أنها 1906 ولكن ما ذكره المؤلف في مقدمة الكتاب هو 2006). وقد اختار نصوصه من صحيح البخاري ومن الروايات التي هي أقرب ما يكون لفظها إلى النص الوارد في صحيح مسلم. وتبين عقب سرد كل حديث موضعه من صحيح البخاري بذكر اسم الكتاب وعنوان الباب مع أرقامها. أما ترتيب الكتاب فقد اتبع فيه ترتيب صحيح مسلم فأخذ منه أسماء كتبه التي بلغت أربعة وخمسين كتابا أولها كتاب الإيمان وآخرها كتاب التفسير وقد قسم كل كتاب إلى أبواب، كما هو الحال في صحيح مسلم، حيث بلغ تعداد هذه الأبواب ألفا ومئتين وثلاثة وتسعين بابا.
وقد كان الالتزام بنص البخاري بطلب من محمد الحلبي كما ورد في مقدمة عبد الباقي بعد أن حمد الله وصلى على رسوله
| اللؤلؤ والمرجان فيما اتفق عليه الشيخان | أما بعد ـ فهذا كتاب"اللؤلؤ والمرجان، فيما اتفق عليه الشيخان" إماما المحدثين: أبو عبد الله محمد بن إسماعيل بن إبراهيم بن المغيرة بن بَرْدِزْبَه البخاري الجُعْفِيّ، المولود عام 194هـ. والمتوفى عام 256 هـ. وأبو الحسين مسلم بن الحجاج بن مسلم القشيري النيسابوري، المولود عام 204هـ.والمتوفى عام 261هـ. أشار بوضعه، الناشر والقائم بطبعه:السيد محمد الحلبي، مدير دار إحياء الكتب العربية.وقد ألزمني فيه ذكر نص حديث البخاري الذي هو أقرب النصوص انطباقا على نص الحديث الذي اتفق فيه مسلم معه. فكان لهذا الإلزام من جانبه، والالتزام من جانبي، عسر ومشقة دونهما كل عسر ومشقة.ويكفيني دلالة على صعوبة القيام بتنفيذ هذا الالتزام أن أحدا ممن ألف، أو قال، إن هذا الحديث متفق عليه، لم يتقيد قط بمثل هذا القيد.ذلك لأن الحافظ ابن حجر، وهو أستاذ الدنيا في علم الحديث، قرر فيما قرره، أن المراد بموافقة مسلم للبخاري، موافقته على تخريج أصل الحديث عن صحابيه، وإن وقعت بعض المخالفة في بعض السياقات، وهذا الإمام النووي، شارح صحيح مسلم، لما وضع كتاب "الأربعون النووية" وابتدأه بحديث الأعمال بالنية، وأشار إلى أنه مما اتفق عليه الشيخان، لم يذكر أقرب نصوص البخاري إلى نص مسلم بل ذكر أول نص أخرجه البخاري في صحيحه، وبينه وبين الحديث الذي أخرجه مسلم بعض المخالفة في السياق...هذا العناء الذي يعترضني، ويكاد يقف سدا حائلا دون هذا الالتزام، قد ذلّله كتاباي: جامع مسانيد صحيح البخاري و قرة العينين في أطراف الصحيحين فمن الكتاب الثاني أهتدى إلى الأحاديث المتفق عليها مع إحصائها وحصرها، ومن الأول أقف على النص الذي ألزمنيه الناشر، والتزمته أنا. | اللؤلؤ والمرجان فيما اتفق عليه الشيخان |

ثم ذكر عبد الباقي أهمية الكتاب معتمدًا على ما أورده ابن الصلاح عند ذكر أقسام الصحيح وأن أعلاه ما اتفق عليه البخاري ومسلم «الذي يقول فيه أهل الحديث كثيرا: صحيح متفق عليه، يطلقون ذلك ويعنون به اتفاق البخاري ومسلم، لا اتفاق الأمة عليه؛ لكن اتفاق الأمة عليه لازم من ذلك وحاصل معه، لاتفاق الأمة على تلقي ما اتفقا عليه بالقبول»
- المصادر الثلاث للكتاب: وقد اعتمد الكتاب عمليًا على ثلاثة مصادر النص من البخاري والترتيب من صحيح مسلم أما الأبواب فهي ما وضعه النووي في شرح صحيح مسلم.وقد علق عبد المحسن العباد على المصنف عبد الباقي بقوله «هو ليس من أهل العلم، ولكنه من أهل التنظيم يعني عنده تنظيم وعنده عناية بالفهرسة وعنده جَلَد في هذا المجال .. فقد اعتنى بصحيح مسلم عناية فائقة ورقم أحاديثه ترقيمات متعدد رقمه على أساس التكرار، ورقمه بدون تكرار، وطبع في أربعة مجلدات بعناية فؤاد عبدالباقي، ووضع مجلدًا خامسًا كله فهارس اشتمل على عشرة فهارس كلها تتعلق بصحيح مسلم، فخدم صحيح مسلم خدمة فائقة وخدمة عظيمة. وكذلك رقم أحاديث البخاري والترقيم الموجود في فتح الباري مع الطبعة السلفية هو ترقيم محمد فؤاد عبد الباقي، وكتاب اللؤلؤ والمرجان وضعه على عمل ثلاثة أشخاص فالألفاظ الموجودة هي للبخاري فالألفاظ الموجودة والمتن الموجود في اللؤلؤ والمرجان هو لفظ البخاري، والترتيب ترتيب مسلم .. والأبواب التي وضعها فيه هي ليست لمسلم ولا للبخاري ولكنها للنووي في كتابه شرح مسلم فإن النووي بوّب ووضع الأبواب في الشرح في الحاشية، ومسلم رحمه الله ما وضع أبواباً في صحيحه وإنما وضع كتبًا فقط»
- استهل عبد الباقي الكتاب بروايات حديث «قال النبيّ صَلَّى اللَّهُ عَلَيْهِ وَسَلَّمَ: لا تكذِبوا عليّ، فإنه من كَذَبَ عليّ فَلْيَلِجِ النارَ»

## الأحاديث المتفق عليها
الحديث المتفق عليه هو حديث نبوي أخرجه الشيخان (البخاري ومسلم) بنفس المتن والسند، ولو اشتركا في الصحابي فقط, وليس معنى متفق عليه أن الرواة اتفقوا في لفظ الحديث ومعناه، فقد يكون الحديث ورد بألفاظ مختلفة ولكن المهم هو إتفاق في المعني 

## كتب مشابهة
من كتب الجمع بين الصحيحين:
- الجمع بين الصحيحين: لمحمد بن عبد الله الجوزقي، المتوفى عام 388 هـ.
- الجمع بين الصحيحين: لأبي عبد الله محمد بن أبي نصر فتوح الحميدي، المتوفى عام 466 هـ.
- الجمع بين الصحيحين: لأبي محمد عبد الحق بن عبد الرحمن الإشبيلي، المتوفى عام 582 هـ.

## وصلات خارجية
- موسوعة صحيح البخاري